# Stand in the Fire
| Recensione              | Giudizio |
| ----------------------- | -------- |
| AllMusic                | [ 1 ]    |
| Robert Christgau        | A-       |
| Dizionario del Pop-Rock | [ 3 ]    |
| 24.000 dischi           | [ 4 ]    |
| The Music Box           | [ 5 ]    |

Stand in the Fire è il quinto album discografico (e primo live della discografia) del cantautore rock statunitense Warren Zevon, pubblicato dalla casa discografica Asylum Records nel dicembre 1980.
L'album si classificò all'ottantesima posizione (24 gennaio 1981) della classifica statunitense Billboard 200.

## Tracce
Lato A
1. Stand in the Fire – 3:26 (Warren Zevon)
2. Jeannie Needs a Shooter – 4:00 (Warren Zevon, Bruce Springsteen)
3. Excitable Boy – 3:52 (LeRoy P. Marinell, Warren Zevon)
4. Mohammed's Radio – 4:45 (Warren Zevon)
5. Werewolves of London – 4:48 (LeRoy P. Marinell, Waddy Wachtel, Warren Zevon)

Lato B
1. Lawyers, Guns, and Money – 3:48 (Warren Zevon)
2. The Sin – 3:06 (Warren Zevon)
3. Poor Poor Pitiful Me – 4:08 (Warren Zevon)
4. I'll Sleep When I'm Dead – 4:28 (Warren Zevon)
5. Bo Diddley's a Gunslinger/Bo Diddley – 4:15 (Ellas McDaniel)

Edizione CD del 2007, pubblicato dalla Rhino Records (81227 99976)
1. Stand in the Fire – 3:37 (Warren Zevon)
2. Jeannie Needs a Shooter – 4:11 (Warren Zevon, Bruce Springsteen)
3. Excitable Boy – 4:03 (LeRoy P. Marinell, Warren Zevon)
4. Mohammed's Radio – 4:50 (Warren Zevon)
5. Werewolves of London – 4:59 (LeRoy P. Marinell, Waddy Wachtel, Warren Zevon)
6. Lawyers, Guns, and Money – 3:58 (Warren Zevon)
7. The Sin – 3:17 (Warren Zevon)
8. Poor Poor Pitiful Me – 4:18 (Warren Zevon)
9. I'll Sleep When I'm Dead – 4:46 (Warren Zevon)
10. Bo Diddley's a Gunslinger/Bo Diddley – 4:33 (Ellas McDaniel)
11. Johnny Strikes Up the Band – 3:58 (Warren Zevon) – Bonus Track - Previously Unissued
12. Play It All Night Long – 4:34 (Warren Zevon) – Bonus Track - Previously Unissued
13. Frank and Jesse James – 4:27 (Warren Zevon) – Bonus Track - Previously Unissued
14. Hasten Down the Wind – 4:33 (Warren Zevon) – Bonus Track - Previously Unissued

## Musicisti
- Warren Zevon - voce solista, pianoforte, chitarra a 12 corde
- David Landau - chitarra solista
- Zeke Zirngiebel - chitarra ritmica, chitarra solista, chitarra slide, chitarra elettrica a 12 corde, voce
- Bob Harris - sintetizzatore, pianoforte, voce
- Robert Piñón - basso, voce
- Marty Stinger - batteria

Note aggiuntive
- Warren Zevon e Greg Ladanyi - produttori
- Registrato dal vivo al The Roxy di West Hollywood, California
- Greg Ladanyi e Billy Youdelman - ingegneri delle registrazioni
- Mixato da Greg Ladanyi assistito da James Ledner, al Record One di Los Angeles, California
- Mastering effettuato da Doug Sax e Mike Reese al The Mastering Lab di Los Angeles, California
- Jimmy Wachtel e Michael Curtis - grafica e fotografie[9]